# Цибанештиј Бухлиј (Васлуј)
Цибанештиј Бухлиј (рум. Țibăneștii Buhlii) насеље је у Румунији у округу Васлуј у општини Бачешти. Oпштина се налази на надморској висини од 166 m.

## Становништво
Према подацима из 2002. године у насељу је живело 278 становника, од којих су сви румунске националности.